# Karin Gunnarsson
Karin Sofia Gunnarsson, född 29 september 1976 i Bäckseda församling, Vetlanda, Jönköpings län, är en svensk TV-producent och musikredaktör. Sedan 2021 är hon tävlingsproducent för Melodifestivalen.
Gunnarsson är uppvuxen i Vetlanda. Hon har studerat media vid Högskolan i Skövde. I Skövde började hon arbeta på P4 Skaraborg vilket ledde till ett vikariat på Sveriges Radio P3 i Stockholm. Hon arbetade under flera år som kanalens musikläggare och kom också att arbeta med TV genom livesända P3 Guld-galan och Musikhjälpen. På P3 arbetade hon även som koordinator och artistbokare. Gunnarsson har även ett förflutet som produktchef på ett skivbolag. Mellan 2013 och 2015 satt hon i urvalsjuryn för Melodifestivalen och 2017 blev hon programmets biträdande tävlingsproducent. I samband med Melodifestivalen 2021 efterträdde hon Christer Björkman som tävlingsproducent.
Tillsammans med Germund Stenhag och Linda Nordeman listade Metro henne på plats 8 bland de 50 mäktigaste i Sveriges nöjesliv 2013. Trion listades även som musikbranschens mäktigaste av Nöjesguiden 2013.